# Serwer poczty elektronicznej
Serwer poczty elektronicznej (ang.) Mail Transfer Agent, MTA – program poczty elektronicznej przesyłający wiadomości internetowe pomiędzy adresami poczty elektronicznej, wykorzystujący architekturę oprogramowania typu klient-serwer.
Niepoprawnie skonfigurowany MTA może stanowić tzw. open relay i służyć do rozsyłania spamu.

## Obsługiwane protokoły komunikacyjne
MTA musi obsługiwać protokół komunikacyjny SMTP w roli serwera (ciągły nasłuch, odbieranie poczty) oraz klienta (nadawanie poczty).
W zależności od implementacji, MTA może spełniać równocześnie rolę programu MDA i/lub MAA – w takim przypadku obsługuje również protokół POP3 oraz IMAP.

## Przykładowe implementacje MTA
- Courier-MTA
- Exim
- Microsoft Exchange Server
- MDaemon
- Mercury Mail Transport System
- Postfix
- qmail
- Sendmail
- ZMailer

## Rodzaje programów poczty elektronicznej
W kolejności działania, według terminologii w języku angielskim:
- Mail User Agent (MUA) – klient poczty elektronicznej – pobiera pocztę od MRA, odczytuje, redaguje, wysyła do MSA.
- Mail Submission Agent (MSA) – odbiera pocztę od MUA i wysyła do MTA.
- Mail Transfer Agent (MTA) –  serwer poczty elektronicznej – odbiera pocztę od MSA.
- Mail Delivery Agent (MDA) – pobiera pocztę od MTA i przekazuje do skrzynek.
- Mail Access Agent (MAA) – pobiera pocztę ze skrzynek i wysyła do MRA.
- Mail Retrival Agent (MRA) – pobiera pocztę od MAA.